# Bridge of Teith
Die Bridge of Teith ist eine Straßenbrücke in der schottischen Council Area Stirling. 1971 wurde das Bauwerk in die schottischen Denkmallisten in der höchsten Kategorie A aufgenommen. Eine ehemalige zusätzliche Einstufung als Scheduled Monument wurde 2001 aufgehoben.

## Geschichte
Die Brücke wurde 1535 durch Robert Spittel (auch Spittal), einen königlichen Hofschneider, errichtet. Von einer Kapelle an der Brückenbrüstung, die noch im 19. Jahrhundert belegt ist, sind heute keine Spuren mehr vorhanden. Im Jahre 1866 wurde die Brücke an der flussaufwärtsweisenden Westseite auf die doppelte Breite erweitert.

## Beschreibung
Der Mauerwerksviadukt liegt am Südrand von Doune. Er führt die Fernverkehrsstraße A84 (Stirling–Lochearnhead) zwischen Doune und Deanston mit zwei ausgemauerten Segmentbögen über den Fluss Teith. In die Brüstung der Bogenbrücke ist eine Wappenplatte eingelassen. Eine Replik dieser Platte wurde im Zuge der Erweiterung auch in die gegenüberliegenden Brüstung eingelassen.